# AZR-Gesetz
Das deutsche AZR-Gesetz (AZRG) enthält Regelungen in Bezug auf das Ausländerzentralregister.

## Gliederung
Das Gesetz hat folgende Gliederung:
- Kapitel 1 Registerbehörde und Zweck des Registers
- Kapitel 2 Allgemeiner Datenbestand des Registers
  - Abschnitt 1 Anlaß der Speicherung, Inhalt
  - Abschnitt 2 Datenübermittlung an die Registerbehörde, Verantwortlichkeiten, Aufzeichnungspflicht
  - Abschnitt 3 Datenübermittlung durch die Registerbehörde, Dritte, an die Daten übermittelt werden
    - Unterabschnitt 1 Datenübermittlung an öffentliche Stellen
    - Unterabschnitt 2 Datenübermittlung an nichtöffentliche Stellen, Behörden anderer Staaten und über- oder zwischenstaatliche Stellen
- Kapitel 3 Visadatei
- Kapitel 4 Rechte des Betroffenen
- Kapitel 5 Berichtigung, Löschung und Sperrung von Daten
- Kapitel 6 Weitere Behörden
- Kapitel 7 Schlußvorschriften

## Durchführungsverordnung
- Verordnung zur Durchführung des Gesetzes über das Ausländerzentralregister (AZRG-Durchführungsverordnung - AZRG-DV)